# Aellopos titan
Aellopos titan är en fjärilsart som beskrevs av Hermann Burmeister 1856. Aellopos titan ingår i släktet Aellopos och familjen svärmare. Inga underarter finns listade i Catalogue of Life.

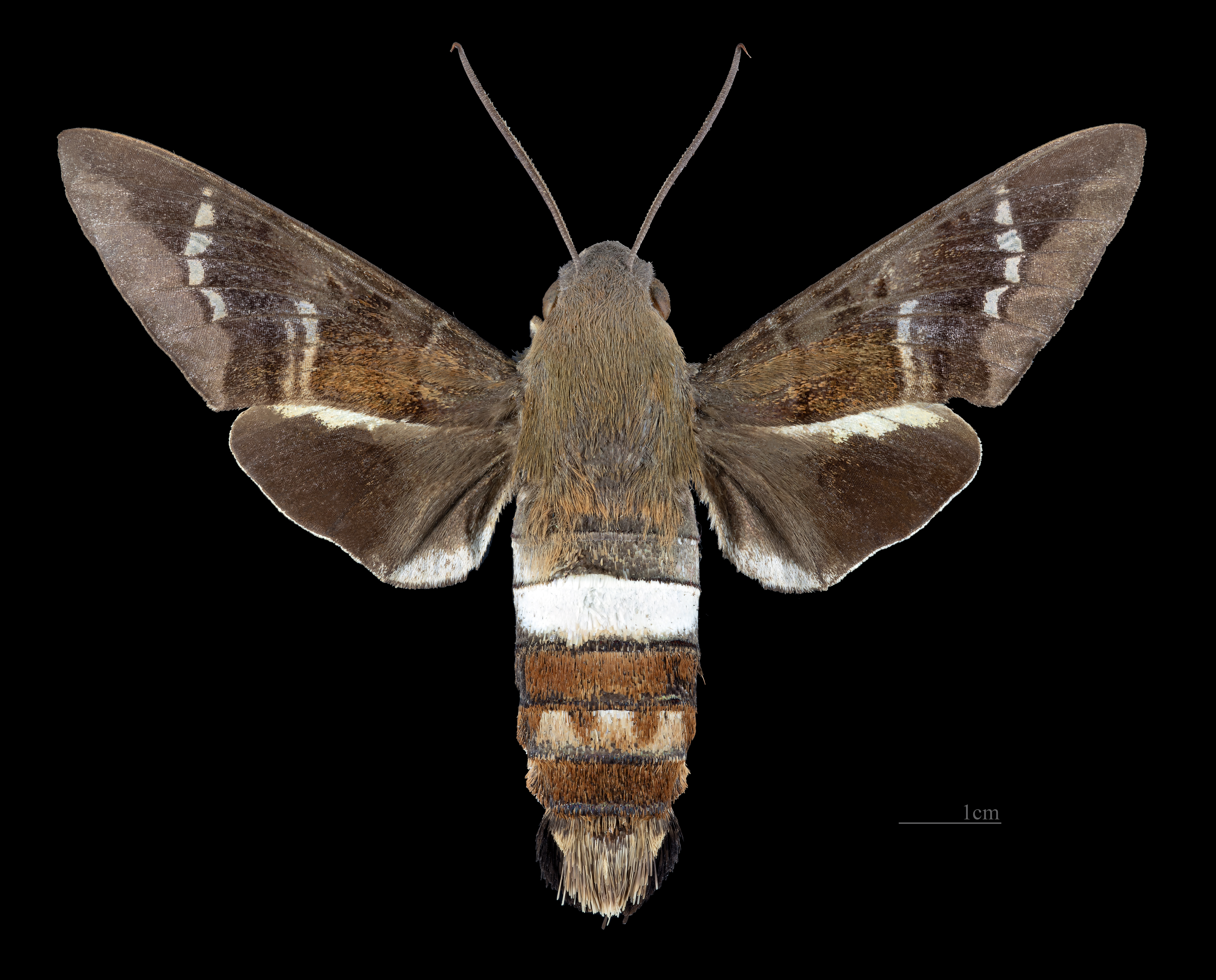
Aellopos titan ♂
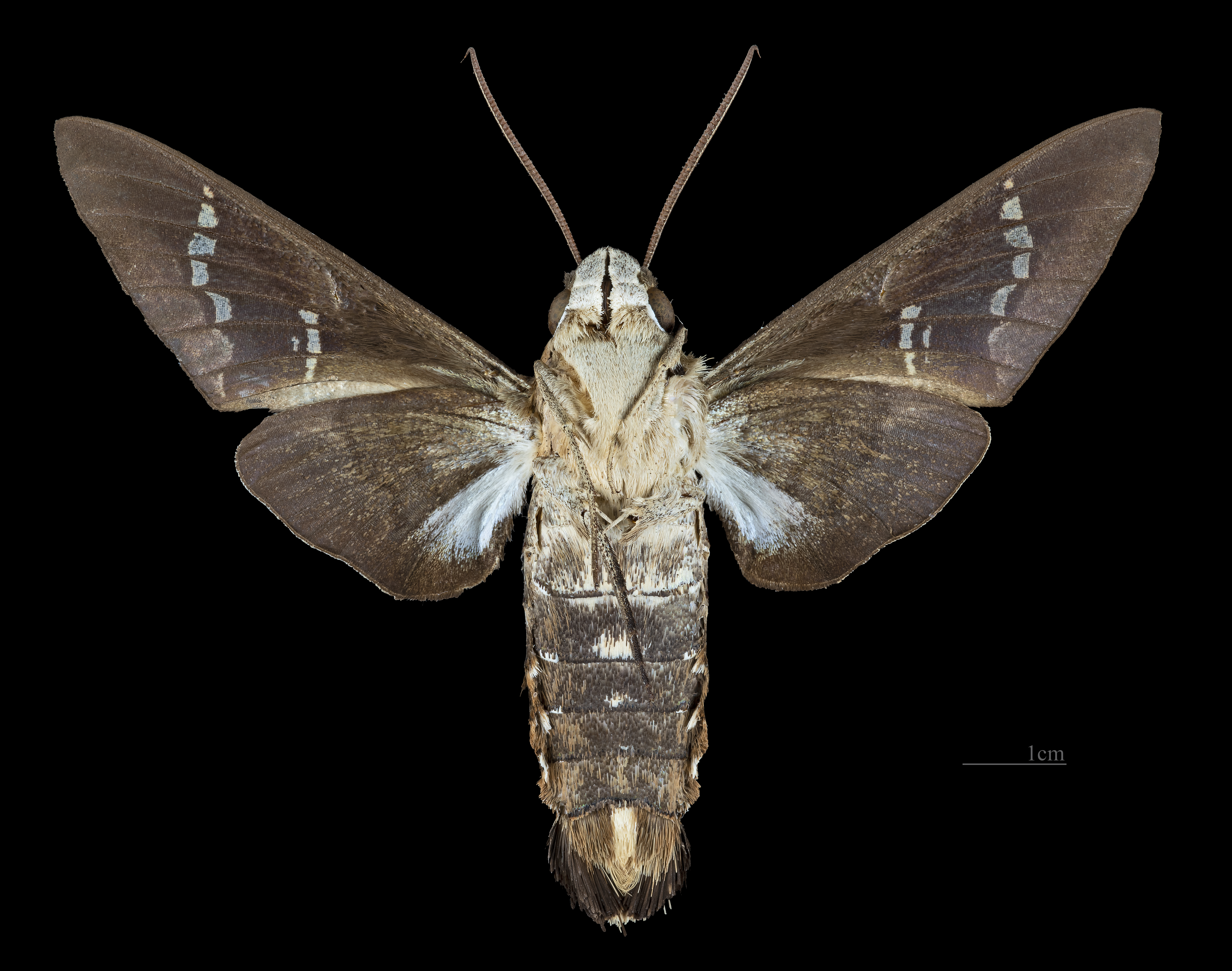
Aellopos titan ♂   △
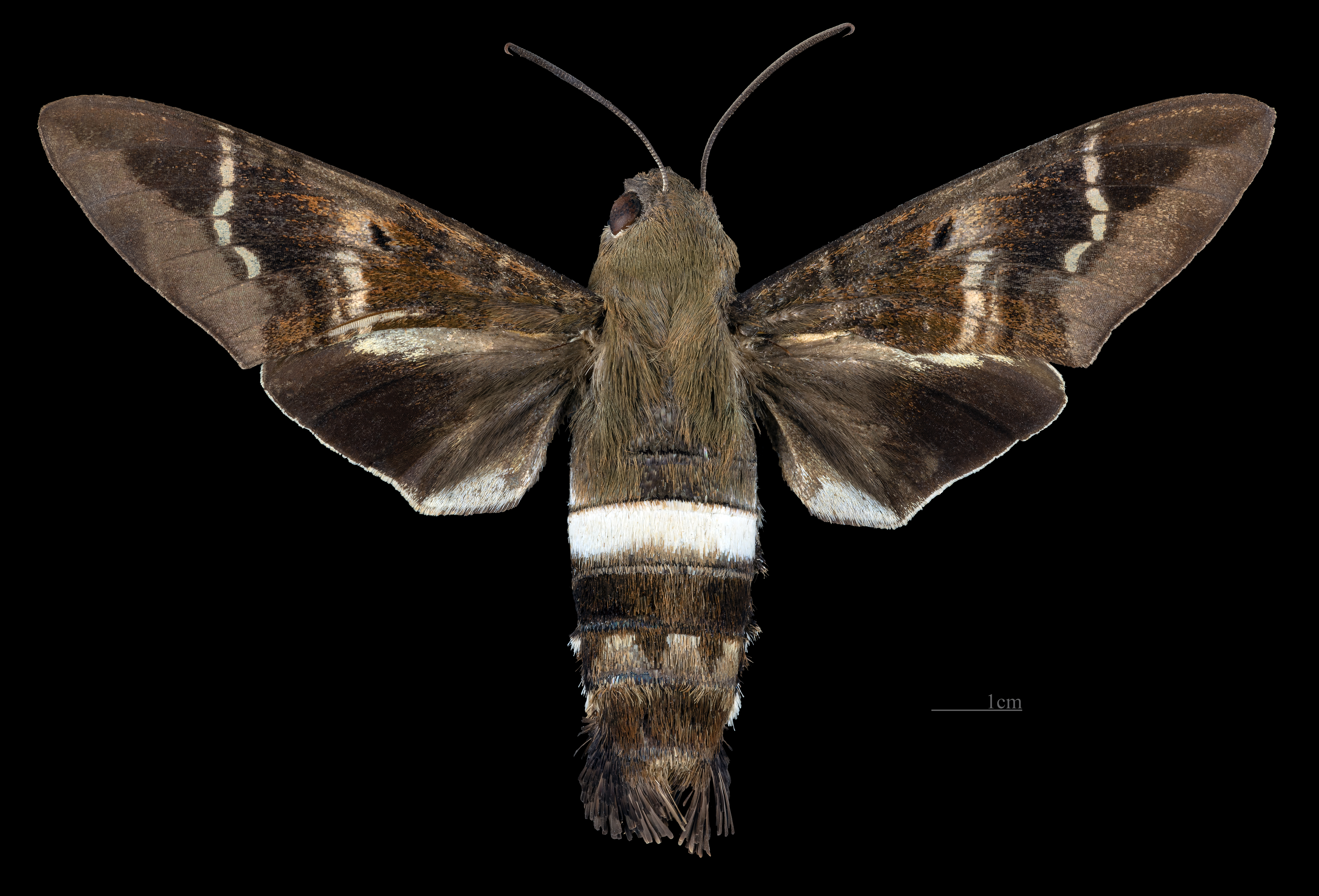
Aellopos titan   ♀
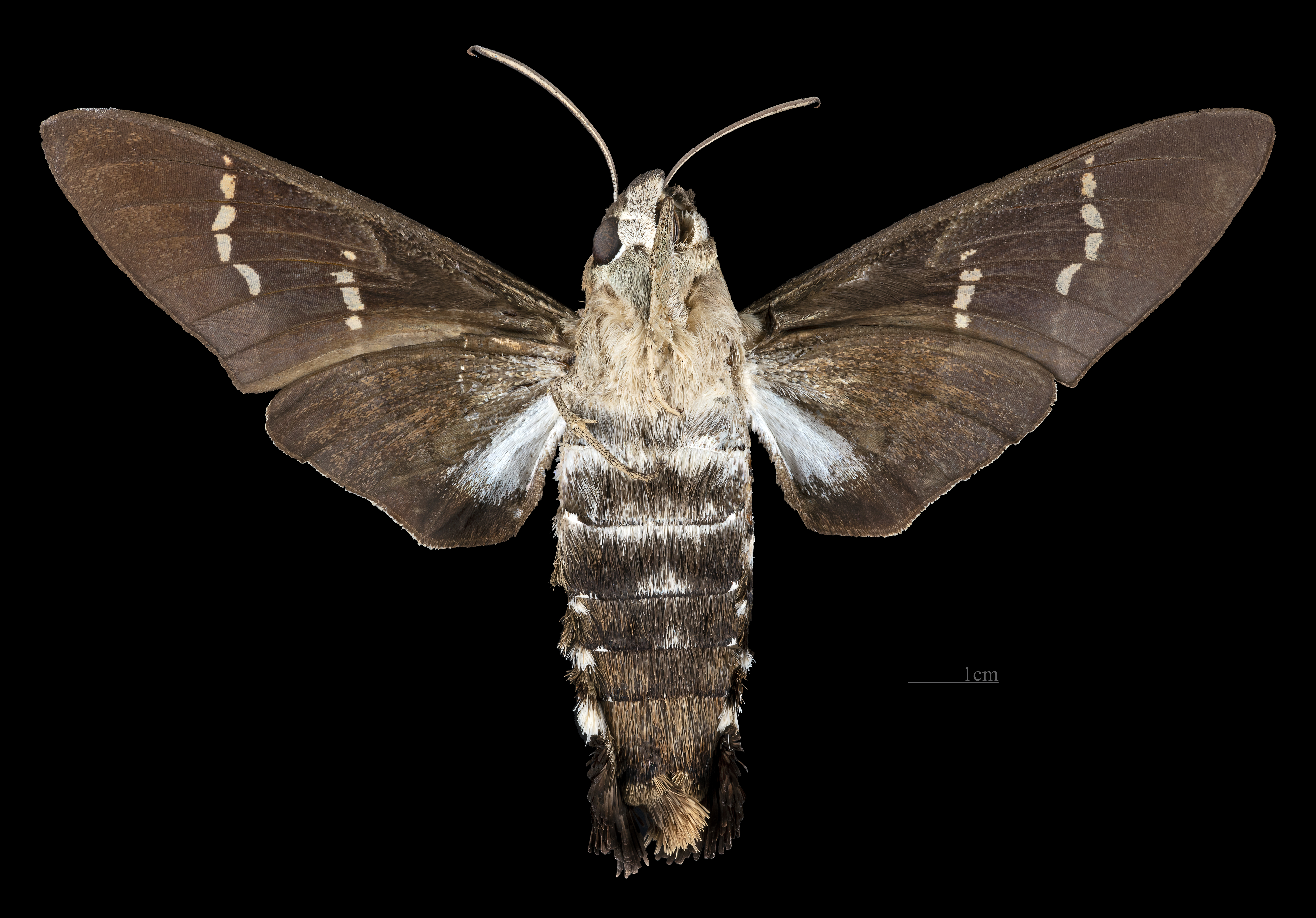
Aellopos titan   ♀ △

## Bildgalleri

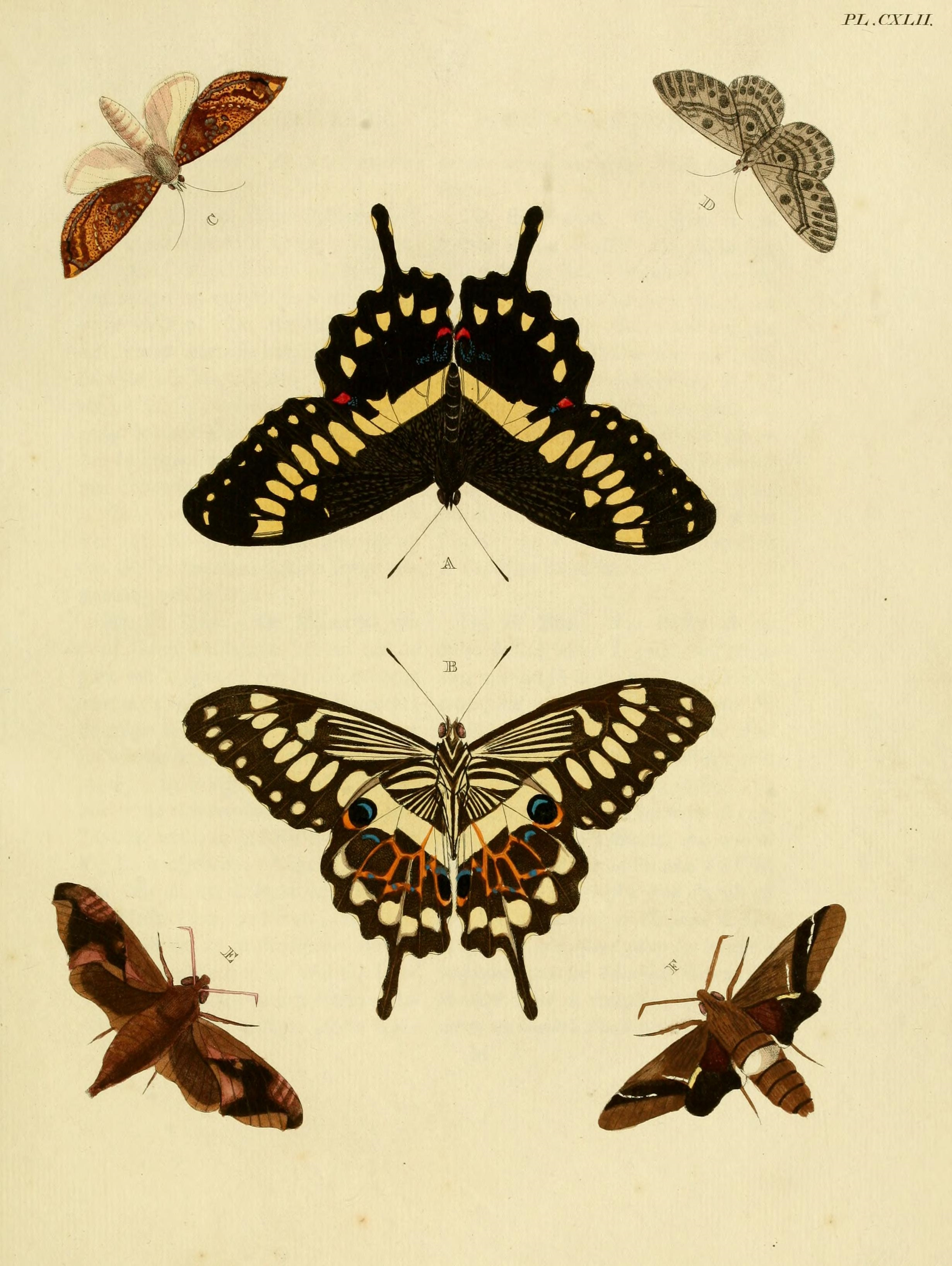